# Valbrona
Valbrona (lombardul: Valbroeuna) település Olaszországban, Lombardia régióban, Como megyében. Lakosainak száma 2600 fő (2023. január 1.). Valbrona Canzo, Lasnigo, Mandello del Lario, Oliveto Lario, Valmadrera, Asso és Abbadia Lariana községekkel határos.

## Népesség
A település lakossága az elmúlt években az alábbi módon változott:
| Lakosok száma | 2690 | 2652 | 2600 |
|               | 2017 | 2018 | 2023 |